# Clive Owen
Clive Owen, född 3 oktober 1964 i Coventry i West Midlands, är en brittisk skådespelare.
Owen spelar Bill Clinton i den tredje säsongen av TV-serien American Crime Story 2021.

## Filmografi (i urval)
- 1991 – Close My Eyes
- 1996 – The Rich Man's Wife
- 1997 – Bent
- 1998 – Croupier
- 2000 – Gröna fingrar
- 2001 – Ambush
- 2001 – Chosen
- 2001 – Powder Keg
- 2001 – Star (kortfilm)
- 2001 – Gosford Park
- 2001 – The Follow
- 2002 – The Bourne Identity
- 2002 – Hostage
- 2002 – Beat the Devil
- 2002 – Ticker
- 2003 – I'll Sleep When I'm Dead
- 2003 – Beyond Borders
- 2004 – King Arthur
- 2004 – Closer
- 2005 – Sin City
- 2005 – Derailed
- 2006 – Rosa pantern (ej krediterad)
- 2006 – Inside Man
- 2006 – Children of Men
- 2007 – Shoot 'Em Up
- 2007 – Elizabeth: The Golden Age
- 2009 – The International
- 2009 – Duplicity
- 2009 – The Boys Are Back (även produktion)
- 2010 – Trust
- 2011 – Killer Elite
- 2011 – Intruders
- 2012 – Shadow Dancer
- 2012 – Hemingway & Gellhorn (TV-film)
- 2013 – Blood Ties
- 2013 – Words and Pictures
- 2014–2015 – The Knick (TV-serie) (20 avsnitt)
- 2015 – Last Knights
- 2019 – Tre sekunder
- 2019 – Gemini Man

## Priser och utmärkelser (urval)
- 2002 – Critics Choice Award – Bästa ensemble för Gosford Park
- 2002 – FFCC Award – Bästa ensemble för Gosford Park
- 2002 – OFCS Award – Bästa ensemble för Gosford Park
- 2002 – Satellite Awards – Specialpris, enastående ensemble för Gosford Park
- 2002 – Screen Actors Guild Awards – Bästa ensemble i spelfilm på bio för Gosford Park
- 2004 – NBR Award – Bästa ensemble för Closer
- 2004 – NYFCC Award – Bästa manliga biroll för Closer
- 2004 – TFCA Award – Bästa manliga biroll för Closer
- 2005 – BAFTA Film Award – Bästa manliga biroll för Closer
- 2005 – Golden Globe – Bästa manliga biroll i spelfilm för Closer
- 2005 – Sierra Award – Bästa manliga biroll för Closer
- 2007 – COFCA Award – Årets manlige skådespelare för Children of Men och Inside Man